# Ernst Wollenberg
Ernst Gustav Wollenberg (* 23. Mai 1860 in Pelplin, Pommerellen; † 27. Mai 1946 in Saalhausen bei Dresden) war ein deutscher Jurist in der Universitätsverwaltung.

## Leben
Wollenberg besuchte das Königliche Wilhelms-Gymnasium (Königsberg). Nach dem Abitur am 4. März 1878 begann er an der Universität Leipzig Rechtswissenschaft zu studieren. 1878 wurde er im Corps Guestphalia Leipzig aktiv. Als Inaktiver wechselte er zum Wintersemester 1878/79 an die Albertus-Universität Königsberg. Als Student ist er dort bis zum Wintersemester 1880/81 nachgewiesen. 1882 begann er das Referendariat. 1887 wurde er Gerichtsassessor und danach Staatsanwalt in Allenstein und Königsberg i. Pr. Von der Rechtspflege wechselte er zur inneren Verwaltung des Königreichs Preußen. Als Regierungsrat kam er zur Regierung in Königsberg. 1909 wurde er zum Oberregierungsrat befördert und zum Abteilungsdirigenten der Kirchen-Schulabteilung in Königsberg ernannt. Nebenamtlich war er Universitätsrichter der Albertus-Universität. 1913 wurde er zum hauptamtlichen Universitätsrichter und Syndikus der Technischen Hochschule Charlottenburg und der Preußischen Staatsbibliothek berufen. Im Ersten Weltkrieg war er 1918 Abteilungschef der Kulturabteilung der Militärverwaltung der Baltischen Lande in Riga. 1926 versah er kurzzeitig das Amt des Kurators der Christian-Albrechts-Universität zu Kiel. 1931 war er Vorsitzender der fünf preußischen Sachverständigenkammern für literarisches, künstlerisches, musikalisches, photographisches und gewerbliches Urheberrecht. Zuletzt war er Verwaltungsdirektor der Friedrich-Wilhelms-Universität Berlin.
Robert Wollenberg war ein Bruder.

## Ehrenämter
- Vorstandsmitglied des Reichsverbandes der Ruhestandsbeamten
- Kommissar des Deutschen Roten Kreuzes
- Mitglied im Kuratorium des Obertaunusheims Falkenstein
- Vorstandsmitglied des Viktoria-Studienhauses Ottilie von Hansemann in Berlin-Charlottenburg

## Auszeichnungen
- Geh. Regierungsrat
- Dr. iur. h. c. der Albertus-Universität (1910)
- Eisernes Kreuz am weißen Bande
- Rote Kreuz-Medaille (Preußen)
- Verdienstkreuz (Preußen)
- Roter Adlerorden 4. Klasse
- Königlicher Kronen-Orden (Preußen) 3. Klasse
- Ehrenbürger der TH Charlottenburg

## Schriften
- Handbuch der Königlichen Albertus-Universität zu Königsberg, 1908
- Sammlung der bei der Königlichen Albertus-Universität zu Königsberg bestehenden staatlichen und privaten Benefizien für Studierende nebst den für deren Verwaltung und Verleihung geltenden Vorschriften und Fundationsbestimmungen, 1911
- Gutachten der fünf preussischen Sachverständigenkammern für Urheberrecht, 1936